# Карапетян, Рубен (актёр)
Рубе́н Ервандович или Цолакович Карапетя́н (арм. Ռուբեն Կարապետյան; 24 октября 1947, Ереван — 9 февраля 2022) — советский и армянский актёр театра и кино, Заслуженный артист Республики Армения (2004). С 1972 года работал в Ереванском драматическом театре им. Г. Капланяна.

## Роли в театре
- «Комедия» — Абисогом ага
- «Забыть Герострата» — Тюремщик
- «Чао» — Мартине
- «Ромео и Джульетта» — Капулетти
- «Гамлет» — Могильщик

## Фильмография

### Актёр
1. 1977 — Паруса — Марат Акопян
2. 2010 — Край — армянин-машинист
3. 2017 — Бацир ачкерт — Дед Арам